# Diamante d'Oeste
Diamante D'Oeste is een gemeente in de Braziliaanse deelstaat Paraná. De gemeente telt 5.129 inwoners (schatting 2009).

## Aangrenzende gemeenten
De gemeente grenst aan Matelândia, Missal, Ramilândia, Santa Helena, São José das Palmeiras, São Pedro do Iguaçu en Vera Cruz do Oeste.